# (8870) von Zeipel
(8870) von Zeipel  es un asteroide perteneciente al cinturón de asteroides, descubierto el 6 de marzo de 1992 por el programa de búsqueda Uppsala-ESO Survey of Asteroids and Comets desde el Observatorio Europeo Austral, en Chile.

## Designación y nombre
Von Zeipel se designó inicialmente como 1992 EQ11.
Más adelante fue nombrado en honor al astrónomo sueco Edvard Hugo von Zeipel (1873-1959).

## Características orbitales
Von Zeipel orbita a una distancia media del Sol de 2,9374 ua, pudiendo acercarse hasta 2,5305 ua y alejarse hasta 3,3442 ua. Tiene una excentricidad de 0,1385 y una inclinación orbital de 1,9813° grados. Emplea en completar una órbita alrededor del Sol 1838 días.

## Características físicas
Su magnitud absoluta es 13,2.